# Psammogorgia nodosa
Psammogorgia nodosa är en korallart som beskrevs av Kükenthal 1919. Psammogorgia nodosa ingår i släktet Psammogorgia och familjen Plexauridae. Inga underarter finns listade i Catalogue of Life.